# Steven Culp
Steven Bradford Culp (ur. 3 grudnia 1955 w La Jolla w Kalifornii) – amerykański aktor filmowy, telewizyjny i teatralny. W Polsce znany jest głównie jako Rex Van De Kamp w serialu Gotowe na wszystko.

## Filmografia
- 2007: Strażacki pies (Firehouse Dog) jako Zach Hayden
- 2005: Podkomisarz Brenda Johnson (The Closer)
- 2005: Trzy siostry (Sisters, The)
- 2005: Świąteczna girlanda (Deck the Halls) jako dr Olsen
- 2004: Spartan jako Gaines
- 2004–2005, 2006 i 2010: Gotowe na wszystko (Desperate Housewives) jako Rex Van De Kamp
- 2003: Mister Sterling jako senator Ron Garland (gościnnie)
- 2002: Push, Nevada jako mężczyzna / Bandyta numer 1
- 2002: Klub Imperatora (Emperor's club, The) jako Older Martin Blythe
- 2001–2005: Star Trek: Enterprise (Enterprise) jako major Hayes (gościnnie)
- 2001: Wirtualny potwór (How to Make a Monster) jako Drummond
- 2001–2007: Jordan (Crossing Jordan) jako Det. Rick Frazier (gościnnie)
- 2001: 24 godziny (24) jako agent Ted Simmons (gościnnie)
- 2000: CSI: Kryminalne zagadki Las Vegas jako porucznik Mendez (2004) (gościnnie)
- 2000: Siostra Betty (Nurse Betty) jako kolega numer 2
- 2000–2004: Boston Public jako Mel Breen (gościnnie)
- 2000: Trzynaście dni (Thirteen Days) jako Robert F. Kennedy
- 2000: Murder, She Wrote: A Story to Die For jako William Bassby
- 1999–2002: Powrót do Providence (Providence) jako dr Roberts (gościnnie)
- 1999–2002: Sprawy rodzinne 2 (Family Law) jako pan Petry (gościnnie)
- 1999–2006: Prezydencki poker (West Wing, The) jako Jeff Haffley (gościnnie)
- 1998–2002: Dzień jak dzień (Any Day Now) jako Randall Clemens (gościnnie)
- 1998–1999: Potępieniec (Brimstone) jako Frankie (gościnnie)
- 1997–2000: Baza Pensacola (Pensacola: Wings of Gold) jako Thomas Bellafontain (gościnnie)
- 1997–2002: Ally McBeal jako Adwokat Dixon (gościnnie)
- 1997–2004: Practice, The jako Prawnik szpitala Alldredge (gościnnie)
- 1996: Jakubek i brzoskwinia olbrzymka (James and the Giant Peach) jako ojciec Jamesa
- 1995–2005: JAG – Wojskowe Biuro Śledcze (JAG) jako agent specjalny Clayton Webb (gościnnie)
- 1994–2003: Dotyk anioła (Touched by an Angel) jako dr Rence Patterson (gościnnie)
- 1994: Ostry dyżur (ER) jako Dave Spencer (gościnnie)
- 1993–1998: Doktor Quinn (Dr. Quinn, Medicine Woman) jako Peter Doyle (gościnnie)
- 1993: Bez lęku (Fearless) jako lekarz pogotowia
- 1993: Piątek, trzynastego IX: Jason idzie do piekła (Jason Goes to Hell: The Final Friday) jako Robert Campbell
- 1993–2001: Diagnoza morderstwo (Diagnosis Murder) jako członek firmy (1994) (gościnnie)
- 1992: Rachunek za śmierć (Quicksand: No Escape) jako Barman
- 1991–1996: Sisters jako Graham Pressman (gościnnie)
- 1990–2000: Beverly Hills 90210 jako pan Dreesen (gościnnie)
- 1989: Taking a stand
- 1989: Anatomia ciała (Gross Anatomy) jako Jerry Fanning Forrester
- 1989–1991: Detektyw w sutannie (Father Dowling Mysteries) jako Bill Taylor (gościnnie)
- 1988: Lincoln jako Johnny Hay
- 1986–1994: Prawnicy z Miasta Aniołów (L.A. Law) (gościnnie)
- 1984–1992: Bill Cosby Show (Cosby Show, The) jako Przyszły ojciec (1988) (gościnnie)
- 1982–1990: Newhart jako Brett (gościnnie)